# Trần Trác Tuyền
Trần Trác Tuyền (bính âm: Chen Zhuoxuan, Hán tự: 陈卓璇, tên tiếng Anh: Krystal Chen; sinh ngày 13 tháng 8 năm 1997) là một nữ ca sĩ, diễn viên người Trung Quốc.
Trác Tuyền được mọi người biết đến qua bài hát Đôi mắt biết cười (爱笑的眼睛) trong chương trình Thanh Âm Ước mơ Ⅱ  (梦想的声音第二季) vào năm 2017, vai diễn A Tinh trong bộ phim Trần Tình Lệnh và vai trò thực tập sinh trong chương trình Sáng tạo doanh 2020. Nhiều người còn biết đến cô với những nốt cao lên đến #C5, #C6, #F5 qua "Tôi Dám" hay "Bang Bang".

## Tiểu sử
Trần Trác Tuyền được sinh ngày 13/08/1997 tại thành phố Quý Dương, tỉnh Quý Châu, Trung Quốc. Là con một trong gia đình, Trác Tuyền lớn lên trong một môi trường khá nghiêm khắc.
Trác Tuyền học piano từ lúc học tiểu học và đã vượt qua bài kiểm tra cấp 10 của piano. Là một người chăm chỉ và kỷ luật, cô có yêu cầu rất cao với bản thân.
Khi cô học trung học ở Quý Dương, cô đã giành được danh hiệu "Mười ca sĩ hàng đầu" trong cuộc thi Ca sĩ trong khuôn viên trường mùa thứ 12.
Trần Trác Tuyền là học viên của ngoại ngữ Anh khóa 156 của Khoa Ngoại ngữ, Đại học Hàng hải Thượng Hải. Tại lễ khai giảng năm 2015, cô đã phát biểu với tư cách là đại diện của sinh viên năm nhất. Tham gia tích cực các hoạt động ngoại khóa từ khi tham gia tổ chức, Trác Tuyền đạt được danh hiệu "Cán sự xuất sắc" trong hiệp hội sinh viên. Cô  đã tham gia cuộc thi "Giọng ca năm nhất" lần thứ 28 và đạt được hạng nhất. Khi tham gia cuộc thi Người dẫn chương trình năm nhất, cô giành được giải "Được yêu thích nhất". Ngoài ra, Trác Tuyền đã dẫn dắt nhóm và tham gia vào cuộc thi Nhảy đoàn đội và giành được giải "Được yêu thích nhất".
Năm 2016, Trác Tuyền góp mặt trong phiên bản "May mắn bé nhỏ" (小幸运) của trường Đại học Hàng hải Thượng Hải, đóng góp nhất định cho công việc quảng bá và văn hóa của trường.

## Sự nghiệp
2016
Trần Trác Tuyền tham gia show tuyển chọn mang tên "Super Girl 2016" của đài Mango TV, đạt được giải quán quân khu thi đấu Tây An. Cô có mặt trong top 15 và chính thức ra mắt với tư cách là một thành viên của girlgroup "Super Girl" vào ngày 23 tháng 7. Super Girl phát hành single nhóm "Quy tắc nữ đoàn" 《女团守则》vào ngày 22 tháng 12.
2017
Super Girl tan rã. Tháng 10/2017, Trần Trác Tuyền tiếp tục tham gia chương trình "Thanh Âm Của Ước Mơ mùa 2"  của đài Chiết Giang Vệ Thị. Tại đây, cô đã trình bày bài hát Đôi mắt biết cười (爱笑的眼睛)  được khán giả vô cùng yêu thích. Sau "Thanh Âm Của Ước Mơ mùa 2", Trác Tuyền thử sức diễn xuất lần đầu tiên, quay phim cho một bộ drama rùng rợn "Vân Khách Giang Hồ" trong một thời gian dài và đã không có bất kỳ sự xuất hiện nào trong quãng thời gian đó.
2018
Tháng 5/2018, Trác Tuyền hát bài hát tuyên truyền cho bộ phim "Vận Mệnh Bày Tỏ" 《Thân Bất Do Kỷ》 đã được phát hành trên hai nền tảng âm nhạc QQ Music và Kugou Music.
2019
Tháng 6/2019, Trần Trác Tuyền góp mặt trong bộ drama tiên hiệp nổi tiếng "Trần Tình Lệnh"  cùng với vai diễn A Tinh. Cô đã hát bài OST đầu tiên trong sự nghiệp của mình: "Cô Thành" 《孤城》 cùng với Tôn Bá Luân cho bộ phim "Trần Tình Lệnh". Ngày 10/8/2019, cô tham gia Roadshow Trần Tình Lệnh tại Thanh Đảo cùng một số các diễn viên khác. Tiếp nối lịch trình quảng bá của bộ phim, Trác Tuyền tiếp tục tham gia Fanmeeting tại Thái Lan vào ngày 21/9, Fanmeeting tại Nam Kinh 2 ngày 1/11 và 2/11.
Tháng 12/2019, Trần Trác Tuyền xuất hiện vào tập 9-10 trong show "T-House" của Thiên Hạo Thịnh Thế được phát sóng trên iQIYI. Khi phải battle với 7 thí sinh, cô đã thắng cả 7 trận và thành công gia nhập nhóm.
2020
Tháng 5/2020, Trần Trác Tuyền tham gia show tuyển chọn của Đằng Tấn mang tên "Sáng Tạo Doanh 2020". Cô đã giành được một vị trí trong top 3 vocal mạnh nhất và tiến vào Thần 7 ngay từ tập đầu tiên. Xếp hạng 2 trong vòng loại 1, hạng 3 trong vòng loại 2, cuối cùng Trần Trác Tuyền đã ra mắt ở vị trí thứ 4, chính thức trở thành một trong 7 thành viên của nhóm nhạc hạn định Ngạnh Đường Thiếu Nữ 303 (硬糖少女303) vào ngày 04/07/2020 với tổng số phiếu bình chọn là 145,019,245.
2021
Ngày 11/1, bài hát Lời Của Gió 《风的话》nhạc phim "Hạnh phúc nhỏ của anh" do Trần Trác Tuyền trình bày được phát hành. Ngày 14/1, bài hát Cỏ Anh Đào 《樱花草》do Trần Trác Tuyền trình bày (cover) được phát hành (Bản gốc do Sweety trình bày). Đây là bài hát thuộc dự án cover các bài hát cũ của TME. Ngày 23/4, bài hát Bling Boom nhạc phim "Xin Cậu Đấy, Lớp Trưởng" do Trần Trác Tuyền trình bày được phát hành. Ngày 11/5, bài hát quảng bá nhạc phim Moscow Không Nước Mắt 《莫斯科没有眼泪》của bộ phim "77 lần cảm động cô ấy" do Trần Trác Tuyền trình bày được phát hành
Ngày 05/08, Trần Trác Tuyền tham gia chương trình Sân khấu bùng nổ (爆裂舞台) với tư cách là thí sinh. Tại đây, cô đã có những cơ hội quý giá để học hỏi nhiều hơn từ các thí sinh khác và thầy cô trong ngành, thử sức với nhiều thể loại nhạc khác nhau và tự hoàn tất các sân khấu bùng nổ của mình. Xuất sắc giành được vị trí Á Quân trong đêm chung kết với số phiếu của giám khảo đặc biệt là cao nhất chứng tỏ các nhà âm nhạc đã thấy được tài năng toả sáng của Trần Trác Tuyền .

## Âm nhạc

### CùngBonBon Girls 303
| Thời gian phát hành | Tên bài hát                                         | Album | Ghi chú |
| ------------------- | --------------------------------------------------- | --- | ------- |
|                     | Bạn Là Quan Trọng Nhất Nhất Nhất -《你最最最重要》  | Định Luật Ngạnh Đường - Phát hành: 11 tháng 8 năm 2020 - Ngôn ngữ: Trung Quốc - Hãng đĩa: Wajijiwa Entertainment - Hình thức: Album kỹ thuật số |         |
| 26 tháng 8, 2020    | BonBon Girls                                        | Định Luật Ngạnh Đường - Phát hành: 11 tháng 8 năm 2020 - Ngôn ngữ: Trung Quốc - Hãng đĩa: Wajijiwa Entertainment - Hình thức: Album kỹ thuật số |         |
| 14 tháng 8, 2020    | We Are Young                                        | Định Luật Ngạnh Đường - Phát hành: 11 tháng 8 năm 2020 - Ngôn ngữ: Trung Quốc - Hãng đĩa: Wajijiwa Entertainment - Hình thức: Album kỹ thuật số |         |
| 1 tháng 9, 2020     | Cảnh Báo Phía Trước Là Siêu Hạng A -《前方超A预警》 | Định Luật Ngạnh Đường - Phát hành: 11 tháng 8 năm 2020 - Ngôn ngữ: Trung Quốc - Hãng đĩa: Wajijiwa Entertainment - Hình thức: Album kỹ thuật số |         |
| 24 tháng 9, 2020    | PLMM                                                | Định Luật Ngạnh Đường - Phát hành: 11 tháng 8 năm 2020 - Ngôn ngữ: Trung Quốc - Hãng đĩa: Wajijiwa Entertainment - Hình thức: Album kỹ thuật số |         |
| 1 tháng 11, 2020    | Trick Or Treat                                      | Định Luật Ngạnh Đường - Phát hành: 11 tháng 8 năm 2020 - Ngôn ngữ: Trung Quốc - Hãng đĩa: Wajijiwa Entertainment - Hình thức: Album kỹ thuật số |         |
| 27 tháng 4, 2021    | Slay And Play                                       | Những Cô Nàng Lợi Hại - Phát hành: 27 tháng 4 năm 2021 - Ngôn ngữ: Trung Quốc - Hãng đĩa: Wajijiwa Entertainment - Hình thức: Album kỹ thuật số |         |
| 17 tháng 6, 2021    | Vận May Hôm Nay -《今日運勢》                       | Những Cô Nàng Lợi Hại - Phát hành: 27 tháng 4 năm 2021 - Ngôn ngữ: Trung Quốc - Hãng đĩa: Wajijiwa Entertainment - Hình thức: Album kỹ thuật số |         |
| 19 tháng 7, 2021    | Những Cô Nàng Lợi Hại -《了不起的女孩》             | Những Cô Nàng Lợi Hại - Phát hành: 27 tháng 4 năm 2021 - Ngôn ngữ: Trung Quốc - Hãng đĩa: Wajijiwa Entertainment - Hình thức: Album kỹ thuật số |         |
| 7 tháng 9, 2021     | 2021 Không Muốn Ngủ -《不想睡2021》                 | Những Cô Nàng Lợi Hại - Phát hành: 27 tháng 4 năm 2021 - Ngôn ngữ: Trung Quốc - Hãng đĩa: Wajijiwa Entertainment - Hình thức: Album kỹ thuật số |         |
| 19 tháng 9, 2021    | Trước Mùa Thu -《秋天前》                           | Những Cô Nàng Lợi Hại - Phát hành: 27 tháng 4 năm 2021 - Ngôn ngữ: Trung Quốc - Hãng đĩa: Wajijiwa Entertainment - Hình thức: Album kỹ thuật số |         |

### Stage

#### Âm Thanh Của Giấc Mơ 2
| Thời gian         | Tên bài hát                        | Vị trí xếp hạng | Khách mời | Ghi chú |
| ----------------- | ---------------------------------- | --------------- | --------- | ------- |
| 13 tháng 10, 2017 | Hồ Điệp Tuyền Biên -《蝴蝶泉边》   |                 | -         |         |
| 27 tháng 10, 2017 | Đôi Mắt Thích Cười -《爱笑的眼睛》 |                 | -         |         |

#### Sáng Tạo Doanh 2020
| Thời gian        | Tên bài hát                                                         | Vị trí xếp hạng | Khách mời   | Ghi chú             |
| ---------------- | ------------------------------------------------------------------- | --------------- | ----------- | ------------------- |
| 2 tháng 5, 2020  | Vô Ky -《无羁》                                                     | Thần 7          |             | Vocal Stage         |
| 2 tháng 5, 2020  | Thích Anh -《喜欢你》                                               | Thần 7          |             | Battle Stage        |
| 3 tháng 5, 2020  | Queendom                                                            | Thần 7          |             | Dance Team          |
| 10 tháng 5, 2020 | Bạn Là Quan Trọng Nhất Nhất Nhất -《你最最最重要》                  | -               |             | Theme Song          |
| 17 tháng 5, 2020 | Apart from Spring, Love and Cherry Blossoms -《除了爱情春天和樱花》 | Xếp hạng 2      |             | Team Bất Tống       |
| 31 tháng 5, 2020 | Cô Gái Ấy Nói Với Tôi -《那女孩对我》                               | Xếp hạng 3      |             | Team LTG            |
| 21 tháng 6, 2020 | Rời Đàn -《离群》                                                   | Xếp hạng 4      | Lý Trì Đình | Producer: Zheng Nan |
| 22 tháng 6, 2020 | Đây Là Điều Tôi Muốn Nói Với Bạn -《这是我一直想对你说的话》        | -               |             |                     |
| 4 tháng 7, 2020  | Phoenix -《火羽》                                                   | Debut hạng 4    |             | Team Stage          |
| 4 tháng 7, 2020  | Bang Bang                                                           | Debut hạng 4    |             | Solo Stage          |
| 4 tháng 7, 2020  | Daisies                                                             | Debut hạng 4    |             | Vocal Team          |
| 4 tháng 7, 2020  | BonBon Girls                                                        | Debut hạng 4    |             | Debut stage         |

#### Thanh Âm Trời Ban 2
| Thời gian        | Tên bài hát                   | Vị trí xếp hạng | Ghi chú               |
| ---------------- | ----------------------------- | --------------- | --------------------- |
| 26 tháng 2, 2021 | Một Khoảnh Khắc -《一眼瞬间》 |                 | Cùng Tôn Kiên         |
| 26 tháng 2, 2021 | Cả Họ Lẫn Tên -《连名带姓》   |                 | Cùng Trương Tín Triết |

#### Kim Khúc Thanh Xuân
| Thời gian        | Tên bài hát            | Vị trí xếp hạng | Ghi chú               |
| ---------------- | ---------------------- | --------------- | --------------------- |
|                  | Tôi Dám -《我敢》      |                 | Solo stage            |
| 15 tháng 5, 2021 | Trên Ánh Trăng         |                 | Cùng BonBon Girls 303 |
| 22 tháng 5, 2021 | Con Đường Bình Phàm    |                 | Cùng BonBon Girls 303 |
| 29 tháng 5, 2021 | Nam Nhi Đương Tự Cường |                 | Cùng BonBon Girls 303 |

#### Sân Khấu Bùng Nổ
| Thời gian         | Tên bài hát                          | Vị trí xếp hạng | Ghi chú                                 |
| ----------------- | ------------------------------------ | --------------- | --------------------------------------- |
| 6 tháng 8, 2021   | Mở Ra -《打开》                      |                 | Giành 7/10 phiếu bầu                    |
| 13 tháng 8, 2021  | VVS                                  |                 | Ca Khúc Chủ Đề                          |
| 27 tháng 8, 2021  | Sự Tồn Tại Vô Hình -《不存在的存在》 |                 | Giành 142 phiếu bầu                     |
| 27 tháng 8, 2021  | It's The Time                        |                 | Cùng Lục Kha Nhiên, giành 257 phiếu bầu |
| 3 tháng 9, 2021   | Rượu Mừng Công -《庆功酒》           | 1               | Cùng Lục Kha Nhiên, giành 257 phiếu bầu |
| 17 tháng 9, 2021  | Thế Giới Tự Do -《自由世界》         | 1               | Cùng An Kỳ, La Nhất Châu giành 89 điểm  |
| 1 tháng 10, 2021  | Ca Từ Về Người -《字和句关于你》     | 3               | Giành 85 phiếu bầu                      |
| 8 tháng 10, 2021  | Fly Away                             | 1               | Giành 69 phiếu bầu                      |
| 24 tháng 10, 2021 | Niên -《年》                         | Á Quân          | Giành 125 phiếu bầu                     |

### Single

#### Ca Khúc Quảng Bá
| STT | Thời gian        | Tựa đề                                    | Ghi chú                                |
| --- | ---------------- | ----------------------------------------- | -------------------------------------- |
| 1   | 21 tháng 5, 2018 | Thân Bất Do Kỷ -《身不由己》              | Ca khúc quảng bá Vận Mệnh Bày Tỏ       |
| 2   | 11 tháng 5, 2021 | Moscow Không Nước Mắt -《莫斯科没有眼泪》 | Ca khúc quảng bá 77 Lần Cảm Động Cô Ấy |

#### Ca Khúc Nhạc Phim
| STT | Thời gian        | Tựa đề                               | Cùng với              | Ghi Chú                               |
| --- | ---------------- | ------------------------------------ | --------------------- | ------------------------------------- |
| 1   | 27 tháng 6, 2019 | Cô Thành -《孤城》                   | Cùng Tôn Bá Luân      | Trần Tình Lệnh OST                    |
| 2   | 11 tháng 1, 2021 | Lời Của Gió -《风的话》              | -                     | Hạnh Phúc Nhỏ Của Anh OST             |
| 3   | 14 tháng 1, 2021 | Cỏ Anh Đào -《樱花草》               | -                     | Cover lại bài hát của Sweety năm 2006 |
| 4   | 8 tháng 2, 2021  | Thời Khắc Tập Hợp -《集合时刻》      | Cùng BonBon Girls 303 | PUBG Promotional Single               |
| 5   | 13 tháng 2, 2021 | Học Viện Sử Lai Khắc -《史兰客学苑》 | Cùng BonBon Girls 303 | Đấu La Đại Lục OST                    |
| 6   | 23 tháng 4, 2021 | Bling Boom                           | -                     | Xin Cậu Đấy, Lớp Trưởng OST           |
| 7   | 23 tháng 6, 2021 | Đuổi Theo Ánh Sáng -《追随光》       | -                     | Khi Em Mỉm Cười Rất Đẹp OST           |
| 8   | 3 tháng 1, 2022  | Gang Tấc -《咫》                     | -                     | Donghua Kính - Song Thành OST         |
| 9   | 3 tháng 2, 2022  | Vòng Lặp -《 连锁 》                 | -                     | Xin Chào, Tay Súng Thần OST           |

### Ca khúc cover
| STT | Thời gian        | Tựa đề                 | Cùng với | Ghi Chú                               |
| --- | ---------------- | ---------------------- | -------- | ------------------------------------- |
| 1   |                  |                        |          |                                       |
| 2   |                  |                        |          |                                       |
| 3   | 14 tháng 1, 2021 | Cỏ Anh Đào -《樱花草》 | -        | Cover lại bài hát của Sweety năm 2006 |
| 4   | 14 tháng 6, 2021 | Lưu Sa -《流沙》       | -        |                                       |
| 5   |                  |                        |          |                                       |
| 6   |                  |                        |          |                                       |
| 7   |                  |                        |          |                                       |
| 8   |                  |                        |          |                                       |

## Phim Ảnh

### Phim Truyền Hình
| STT | Thời gian phát sóng | Tên                              | Vai diễn | Ghi chú       |
| --- | ------------------- | -------------------------------- | -------- | ------------- |
| 1   | 27 tháng 6, 2019    | Trần Tình Lệnh -《陈情令》       | A Tinh   |               |
| 2   | 7 tháng 9, 2020     | Tôi Thân Yêu -《亲爱的自己》     | Lâm Linh |               |
| 3   | TBA                 | Vân Khách Giang Hồ -《云客江湖》 | U U      | Quay năm 2017 |

## Chương Trình Truyền Hình

### Thành Viên Cố Định
| STT | Thời gian         | Thời gian         | Tựa đề                              | Vai trò        | Kênh     | Ghi chú                        |
| STT | Bắt Đầu           | Kết Thúc          | Tựa đề                              | Vai trò        | Kênh     | Ghi chú                        |
| --- | ----------------- | ----------------- | ----------------------------------- | -------------- | -------- | ------------------------------ |
| 1   | 23 tháng 4, 2016  | tháng 7, 2016     | Super Girl -《超级女声》            | Thí sinh       | Mango TV | Debut hạng 15                  |
| 2   | 2 tháng 5, 2020   | 4 tháng 7, 2020   | Sáng Tạo Doanh 2020 -《创造营2020》 | Thí sinh       | Tencent  | Debut hạng 4                   |
| 3   | 25 tháng 10, 2020 | 6 tháng 12, 2020  | Bon-us I                            | Thành viên     | Tencent  | Show nhóm của BonBon Girls 303 |
| 4   | 16 tháng 4, 2021  | tháng 6, 2021     | Bạn Tỏa Sáng                        | Người quan sát | Giang Tô |                                |
| 5   | tháng 3, 2021     | 15 tháng 7, 2021  | Võ Quán Tỷ Muội -《姐姐妹妹的武馆》 | Nhân viên      | Tencent  | Cùng BonBon Girls 303          |
| 6   | 1 tháng 8, 2021   |                   | Bon-us II                           | Thành viên     | Tencent  | Show nhóm của BonBon Girls 303 |
| 7   | 5 tháng 8, 2021   | 24 tháng 10, 2021 | Sân Khấu Bùng Nổ -《爆裂舞台》      | Thí sinh       | iQIYI    | Á Quân                         |

### Tư Cách Khách Mời
| STT | Thời gian         | Tên                                          | Vai trò            | Kênh          | Ghi chú                            |
| --- | ----------------- | -------------------------------------------- | ------------------ | ------------- | ---------------------------------- |
| 1   | 27 tháng 10, 2017 | Âm Thanh Của Giấc Mơ 2 -《梦想的声音第二季》 | Thí sinh           | Chiết Giang   | Dừng chân ở tập 1                  |
| 2   | 30 tháng 7, 2020  | Super Novae Games 3                          | Thí sinh           | Tencent Video | Cùng BonBon Girls 303              |
| 3   | 30 tháng 8, 2020  | Super Band                                   | Khách mời trợ diễn | Tencent Video | Cùng BonBon Girls 303              |
| 4   | 28 tháng 10, 2020 | Hòa Bình Tinh Anh: Lạc Địa Thành Song        | Khách mời          | Tencent Video |                                    |
| 5   | 2020              | Khóa Giới Ca Vương 5 -《跨界歌王 5》         | Khách mời          | Beijing TV    | Cùng BonBon Girls 303              |
| 6   | 31 tháng 1, 2021  | Đại Hội Bóc Phốt 5 -《吐槽大会5》            | Khách mời          | Tencent Video |                                    |
| 7   | 26 tháng 2, 2021  | Thanh Âm Trời Ban 2 -《天赐的声音2》         | Khách mời          | Chiết Giang   |                                    |
| 8   | 14 tháng 3, 2021  | Thiên Thiên Hướng Thượng -《天天向上》       | Khách mời          | Hồ Nam        | (Chủ đề: Ngày quyền lợi tiêu dùng) |
| 9   | 28 tháng 3, 2021  | Kinh Điển Vịnh Lưu Truyền-《经典咏流传》     | Khách mời          | CCTV-1        | Cùng BonBon Girls 303              |
| 10  | 17 tháng 4, 2021  | Kim Khúc Thanh Xuân -《金曲青春》            | Khách mời          | Đông Phương   | Cùng BonBon Girls 303              |
| 11  | 24 tháng 4, 2021  | Sáng tạo doanh 2021 -《创造营2021》          | Khách mời          | Tencent Video | Cùng BonBon Girls 303              |
| 12  | 24 tháng 10, 2021 | Super Novae Games 4                          | Thí sinh           | Tencent Video | Cùng BonBon Girls 303              |